# Girlicious
«Girlicious» (/gɜːliʃəs/) — американская поп-группа с женским вокалом. Группа из четырёх девушек была образована Робин Антин, создательницей Pussycat Dolls, и была представлена публике в ходе реалити-шоу «Pussycat Dolls Present: Girlicious» на канале The CW Television Network. Их одноимённый дебютный альбом, выпущенный в Канаде в середине 2008 года, дошёл до 2 строчки в Canadian Albums Chart. У «Girlicious» изначально был подписан контракт с «Geffen Records», однако с начала 2009 года они работали с «Universal Music Canada».
Одна из девушек — Тиффани Андерсон — ушла из группы в середине 2009 года.
22 ноября 2010 был выпущен второй студийный альбом Rebuilt. Первый сингл, названный «Over You», был выпущен 5 января 2010 года. «Maniac» был представлен как второй сингл с альбома 6 апреля 2010 года. 31 августа 2010 года группа выпустила третий сингл под названием «2 in the Morning». 9 февраля 2011 года группа объявила о выпуске четвёртого сингла, «Hate Love». 26 февраля группа объявила об уходе Мехия и Сэйерс, после чего Николь Кордова осталась единственной участницей группы и некоторое время спустя заявила о закрытии группы и своём переходе в группу «Girls United».

## История

### 2007–08: Формирование и«Girlicious»
До того, как вышли премьерные серии шоу, девушки уже были отобраны для «Girlicious» и начали запись дебютного альбома в конце 2007 года. Изначально группа должна была состоять из трёх человек, но была преобразована в квартет в последний момент по решению продюсера Робин Антин. Группа пользовалась огромным успехом у канадской аудитории, получив платиновую сертификацию в Канаде за свой дебютный альбом «Girlicious». Группа была номинирована на Teen Choice Award в категории «Блестящая группа» года и Pussycat Dolls Present: Girlicious была номинирована на «Reality: Music Competition» в 2008 году.

### 2009–2010: Уход Тиффани Андерсон иRebuilt

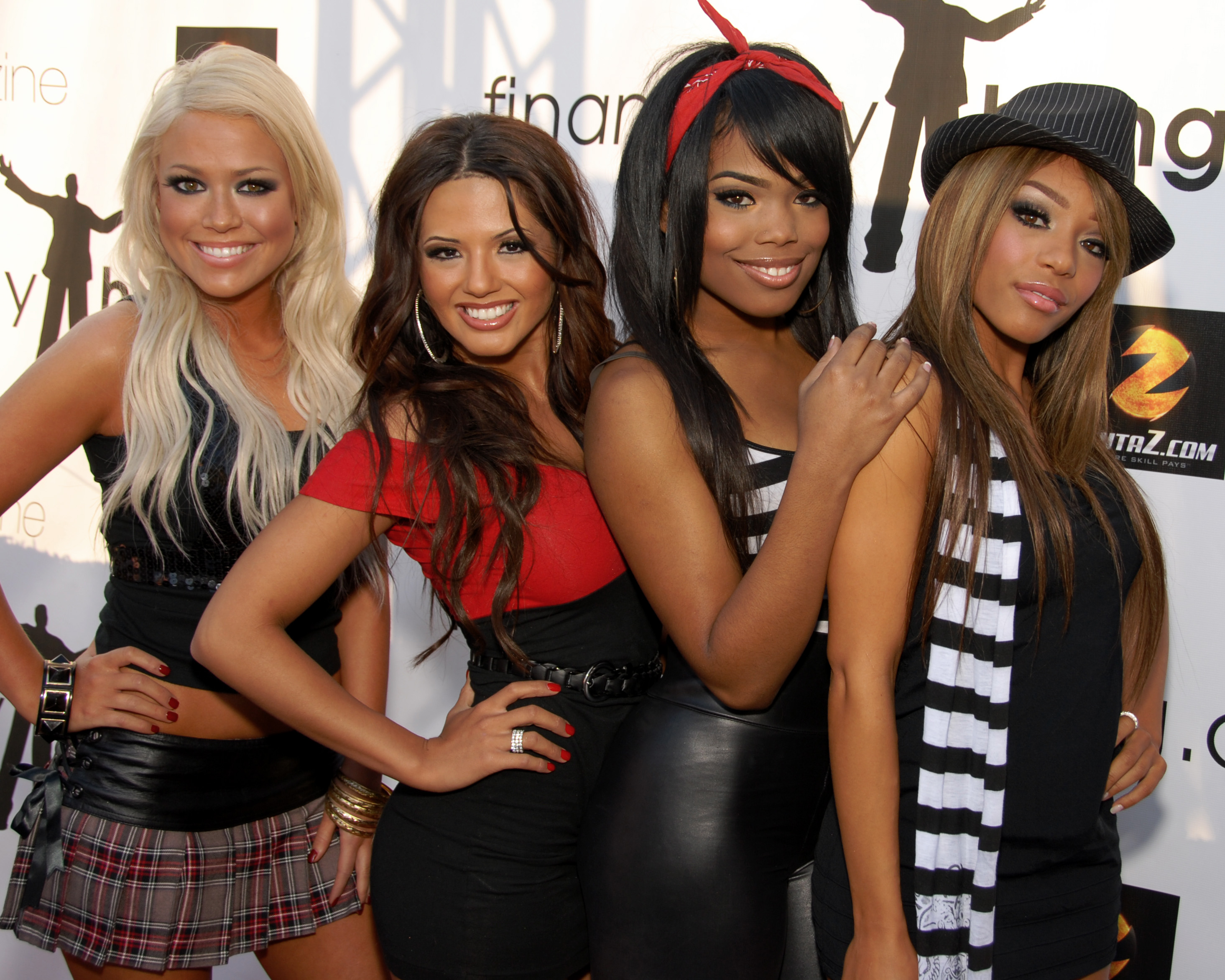
Первоначальный состав группы (слева направо): Николь Кордова, Натали Мехия, Тиффани Андерсон, Кристина Сэйерс). Playboy Mansion, Лос-Анджелес, Калифорния 02/01/09.

С середины 2009 распространились слухи относительно места в «Girlicious» Тиффани Андерсон, является ли она на данный момент частью группы. Размышления относительно ухода Андерсон были вызваны первоначально их страницей на MySpace, когда все фотографии Андерсон были абсолютно удалены с сайта, вместе с подписью Тиффани с её главного цитатника вообще. К тому же искрометные слухи о вымещении Андерсон из «Girlicious» были вызваны новым сообщением на Twitter от Робин Антин, которое гласило: «Фанаты „Girlicious“! Ник, Нэт и Крис готовы записать новый сингл, новый клип и тур по миру!» 
Это было официально подтверждено 11 июня 2009 года, через видео с официального канала Андерсон на YouTube, что она больше не в составе «Girlicious». В видео, Андерсон упоминает изменения с её новым записывающим лейблом и звуком, заявляя: «Робин Антин и лейбл искали новое направление в группе» … "они искали группу больше уже не «урбанистическую». Она также говорит о личных разногласиях между некоторыми девочками, говоря, что группа не сходилась во взглядах во многих вещах: «у меня и пары девчонок были разные ценности или те же самые морали — вызывая тем самым огромный конфликт, в конце концов.»  В воскресенье, 21 июня 2009 года, Girlicious выступила на MuchMusic Video Awards 2009 в Торонто, Канада. В качестве номинантов и ведущих. Группа получила премию «Самое просматриваемое видео» за «Like Me». Их клип на песню «Stupid Shit» занял второе место.

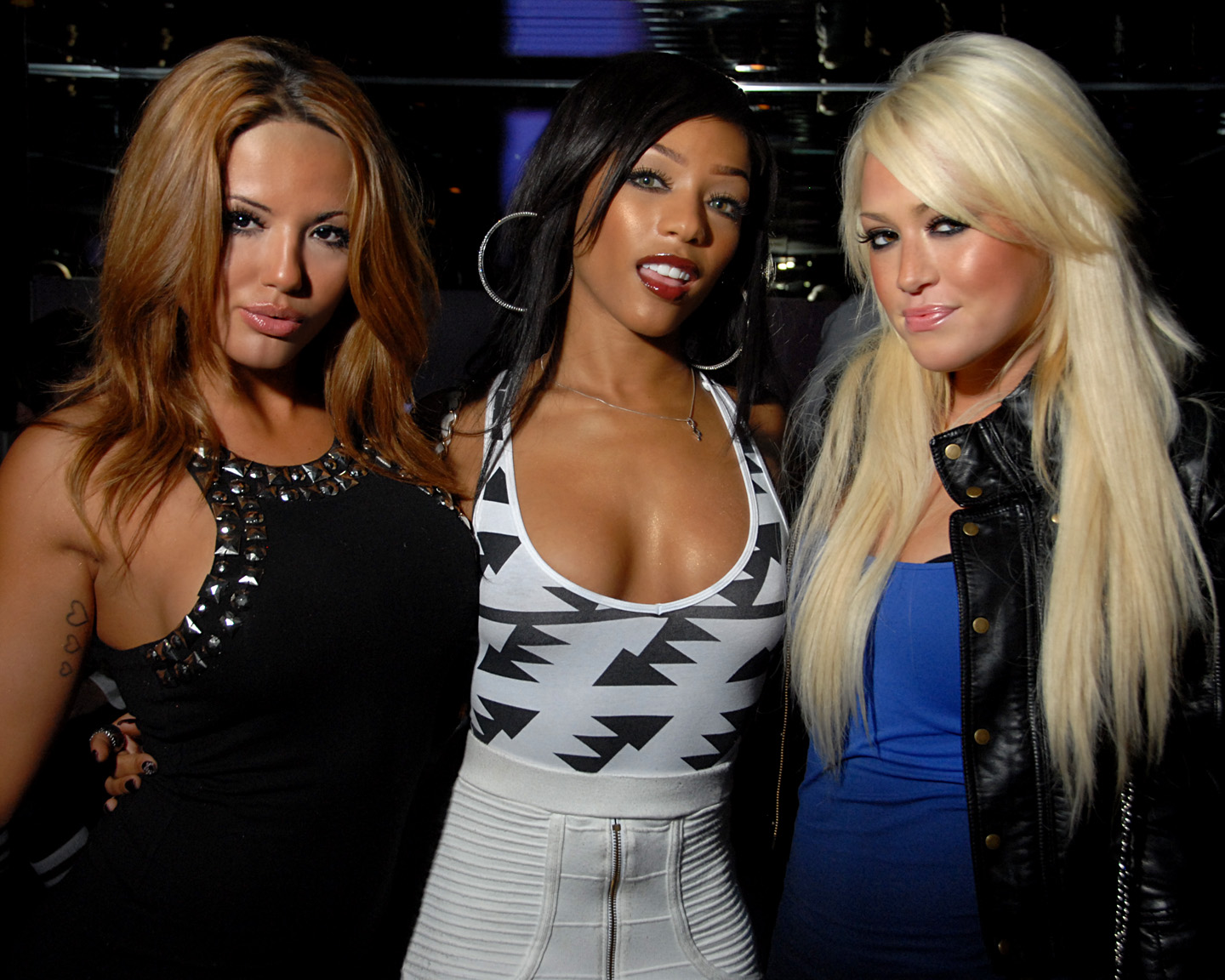
Второй состав группы: Мехия, Сэйерс и Кордова. Mi6, Западный Голливуд, Калифорния 14 октября 2009

В 2009 году группа поехала в студию, чтобы начать записывать музыку для их второго альбома, который еще предстоит назвать. Они также ушли из Geffen Records и в декабре 2009 подписали контракт с Universal Music Canada. В отличие от американского контракта с Geffen Records, который дает согласие на автоматическое распространение по всему миру через целую сеть вещательных компаний Universal Music Group, контракт с Universal Music Canada разрешает делать релиз исключительно на территории страны. Однако у группы есть свобода действий, чтобы провести переговоры с другими филиалами Universal Music Group по всему миру для глобального распространения, поскольку их выходящий студийный альбом предназначен для релиза на нескольких рынках. Звучание альбома уйдет больше в «Поп» и все дальше от Хип-хоп/R&B звучания, которое участвовало в их первом альбоме. Девушки довели до сведений фанатов об их предстоящем альбоме через сообщение по «Twitter», в котором они назвали несколько записанных песен для их альбома; включая Grinding, Tell Me Lies, Battlefield, Television, Don’t Go Fallin' In Love, Magnificent и Don’t Slow Down. Первая песня, названная «Over You», была разослана по канадским радиостанциям 25 декабря 2009 года. Песня была выпущена на канадском iTunes 5 января 2010 года. «Over You» также дебютировал в канадском Hot 100. Второй сингл группы, названный «Maniac», был выпущен на Canadian iTunes 6 апреля 2010. Клип был снят 6 апреля в Лос-Анджелесе в заброшенной больнице. Он достиг максимума на 72 месте в чарте Canadian Hot 100. Девушки также записали песню «Drank», саундтрек к реалити-шоу «Пляж». 31 августа 2010 Girlicious выпускает свой третий сингл, названный «2 In the Morning». Он сразу дебютировал в Canada Hot 100 на 57 месте. Песня затем поднялась на 5 строчек и стала занимать 52 место на неделе от 16 сентября. Впрочем, на неделе от 13 ноября 2010, песня достигла своего пика под номером 35. Их второй альбом, Rebuilt, был выпущен 22 ноября в Канаде, достигнув 5 места в поп-чарте альбомов.

### 2011: Уход Мехия и Сэйерс
26 февраля группа подтвердила уход Мехия и Сэйерс через свои аккаунты в Facebook и Twitter. Было заявлено, что Кордова по-прежнему является частью группы и готова продолжить будущее Girlicious. После ухода девушек, «Hate Love» был выпущен в качестве четвёртого сингла с Rebuilt. Песня дебютировала в Canadian Hot 100 под номером 97 на неделе от 2 апреля 2011 года. На неделе от 30 апреля 2011 года, песня достигла своего пика на 63 месте, но в то же время заняла 26 позицию в Canadian Top 40.

## Дискография
- 2008: Girlicious
- 2010: Rebuilt

## Туры
2008—2009: The Girlicious Tour

### На разогреве
- 2008: Unbreakable Tour: Backstreet Boys (Выступление на разогреве для 1 этапа.)
- 2009: The Circus Starring Britney Spears: Britney Spears (Выступление на разогреве 5 мая, 20 и 21 августа шоу.)

## Награды
| Год  | Номинирован                        | Номинация               | Результат |
| ---- | ---------------------------------- | ----------------------- | --------- |
| 2008 | Girlicious                         | Блестящая группа        | Номинация |
| 2008 | Pussycat Dolls Present: Girlicious | Музыкальное реалити шоу | Номинация |

| Год  | Номинирован                        | Номинация          | Результат |
| ---- | ---------------------------------- | ------------------ | --------- |
| 2008 | Pussycat Dolls Present: Girlicious | Лучшее реалити шоу | Номинация |

| Год  | Номинирован | Номинация                | Результат |
| ---- | ----------- | ------------------------ | --------- |
| 2008 | Girlicious  | Лучшее живое выступление | Победа    |

| Год  | Номинирован   | Номинация                                    | Результат |
| ---- | ------------- | -------------------------------------------- | --------- |
| 2009 | «Like Me»     | Самое просматриваемое видео на Muchmusic.com | Победа    |
| 2009 | «Stupid Shit» | Самое просматриваемое видео на Muchmusic.com | Номинация |